# Эстрад, Годфруа д’
Граф Годфруа д'Эстрад (фр. Godefroi d'Estrades; 1607, Ажен — 26 февраля 1686, Париж) — французский военачальник и дипломат, маршал Франции.

## Биография
Сын кампмаршала Франсуа д’Эстрада и Сюзанны де Секонда.
Был пажом у Людовика XIII, затем в 19 лет поступил на военную службу. Несколько лет служил в Голландии, 12 ноября 1637 был послан к королю Англии, от которого требовали сохранять нейтралитет, даже в случае атаки силами Франции или Генеральных штатов укреплений на нидерландском побережье. 2 декабря следующего года король направил Эстрада к принцу Оранскому для координации действий в предстоявшей кампании. Граф договорился о проведении операций в соответствии с планами кардинала Ришельё, чем обратил на себя внимание первого министра.
Служил адъютантом в голландской армии и подполковником полка Кандаля. 28 декабря 1639 был назначен государственным советником с пенсионом в две тысячи ливров. 15 апреля 1640 принц Оранский добился для Эстрада должности командира полка Кандаля.
В 1642 году провел серию переговоров с Генеральными штатами, ландграфом Гессен-Кассельским, другими имперскими князьями и в Пьемонте. В 1646 году был направлен чрезвычайным послом в Голландию с задачей договориться о морской поддержке со стороны республики при осаде Дюнкерка, который капитулировал 7 октября. Посланный в Италию, он присоедился со своим подразделением к войскам герцога Моденского, но, будучи отрезан от основных сил противником, занявшим дефиле, не смог принять участие в бою при Боццоло.
Независимо от пехотного полка, которым он командовал, Эстрад был лейтенантом роты жандармов кардинала Мазарини, а 4 января 1647 был произведен в кампмаршалы. 16 января стал командующим в Порто-Лонгоне и Пьомбино, занятых французскими войсками. 27 марта ему были поручены переговоры с губернатором Монте-Филиппо, а 2 апреля он был назначен интендантом провизии, войск и фортификаций двух вверенных ему крепостей. В июне служил при осаде Кремоны частями герцога Моденского. Осада сменилась блокадой, затем была снята.
Патентом от 3 января 1648 после отставки маркиза де Лафара был назначен кампмейстером пехотного полка, получившего его имя; его собственный полк был инкорпорирован в состав этого подразделения. 12 февраля получил кавалерийский полк и роту шеволежеров. Служил в Италии, откуда был отозван по приказу королевского двора, передав командование войсками маркизу де Наваю.
1 марта 1649, после заключения маршала Ранцау, стал командующим в Дюнкерке, Берге, Мардике и зависимых от них территориях, и кампмейстером Фландрского пехотного полка, стоявшего гарнизоном в Дюнкерке.
Генерал-лейтенант армий короля (20.09.1650), служил во Фландрской армии маршала дю Плесси, вынудил графа де Фуэнсальданью снять осаду Дюнкерка и 4 октября, после смерти маршала Ранцау, получил должность губернатора этого города. 12-го был назначен на зиму командующим войсками на морском побережье.
27 апреля 1651 получил губернаторство в форте Линк, вакантное после смерти батального сержанта Арно, и 12 июля пехотный полк своего имени. 22 марта 1652 был назначен вести переговоры о союзе с Англией. Осажденный в Дюнкерке эрцгерцогом Леопольдом Вильгельмом, открывшим траншею 11 сентября, сдал крепость после 39 дней сопротивления.
12 апреля 1653 в Париже был назначен командовать как генеральный наместник в Туре, Бруаже, Ла-Рошели, Олероне, форте Ла-Пре, Они и на соседних островах в отсутствие и под властью королевы-матери. Командовал войсками, отправленными на усмирение Ормэ в Бордо. 25 августа стал командующим войсками Гиени, а 10 октября бессменным мэром Бордо.
4 мая 1654 в Париже был назначен главнокомандующим войсками во всех провинциях Гиени. 4 сентября был пожалован в рыцари орденов короля, но инсигнии ордена Святого Духа получил только в 1661 году.
8 мая 1655 стал командующим Каталонской армией под началом принца Конти и в его отсутствие; внес вклад во взятие мыса Кьер 1 июля, и Кастильона 30-го. Затем был подчинен Кадань и 19 августа испанцы сняли осаду Сольсоны. 4 января 1656 был назначен губернатором Мезьера, в следующем году сложил командование кавалерийским полком и 22 мая был направлен командующим в Италию под начало принца Конти. В кампанию того года французы заставили испанцев снять осаду Валенцы, а сами сняли осаду Алессандрии и взяли замки Варас и Нови на границе Миланского герцогства. По окончании франко-испанской войны 1 марта 1660 вместо Мезьера получил губернаторство в Гравелине с назначением его сына наследником этой должности.
В 1661 году сложил командование пехотным полком. В том же году был направлен чрезвычайным послом в Англию. 10 октября был участником знаменитого посольского инцидента с испанским представителем бароном де Ваттевилем, оспаривавшим первенство Эстрада на королевском приеме. Король Испании дезавуировал своего посла и 24 марта 1662 принес извинения, запретив своим министрам при иностранных дворах соперничать с французами на публичных церемониях.
31 октября 1662 получил полномочия принять Дюнкерк из рук англичан. Провел в Лондоне переговоры о продаже этой крепости, король Англии подписал соответствующее соглашение, но парламент оказал активное противодействие и британский гарнизон отказался эвакуировать Дюнкерк. Граф передал губернатору значительную сумму и 29 ноября англичане покинули континент, на обратном пути встретив судно с приказом парламента не возвращать французам Дюнкерк. Эстрад вступил во владение городом от имени Людовика XIV, 28 ноября назначившего графа губернатором, а его сына наследником должности (приказ прибыл 2 декабря).
В декабре 1663 граф д'Эстрад был назначен вице-королем Новой Франции.
Чрезвычайный посол в Голландии в 1666 году, 31 июля в Бреде Эстрад подписал мирный договор с датчанами.
28 мая 1668 стал командующим в Дюнкерке, Берге и Фюрне.
В 1672 году сопровождал короля в походе в Голландию, 6 июня был назначен губернатором Везеля, командующим в Бюрике, форте Линк, Римберге, Орсуа, 6 июля 1673 стал главнокомандующим в Маастрихте, Вике, Мазейке и форте Кренандон.
27 марта 1675 овладел Льежем, 30 июля был произведен в маршалы Франции, первым из генералов в пожаловании того года, состоявшемся после гибели маршала Тюренна, и 23 декабря назначен одним из чрезвычайных и полномочных министров на мирный конгресс в Нимвегене.
В марте 1684, после смерти маршала Навая, получил должности воспитателя, первого палатного дворянина и сюринтенданта финансов герцога Шартрского, которые сохранил до конца жизни.
«Самый ловкий из переговорщиков своего времени», маршал д'Эстрад умер в Париже в возрасте 79 лет и был погребен в церкви Сент-Эсташ в склепе напротив часовни Богоматери.
Оставшиеся от него «Письма, воспоминания и переговоры» за 1663—1668 годы были изданы Жаном Эмоном в Брюсселе и Гааге в 1709 году в пяти томах in-12; продолжение до 1677 года было издано Проспером Маршаном в Лондоне и Гааге в 1743 году в девяти томах in-12.

## Семья
1-я жена (контракт 26.04.1637): Мари де Лалье (ум. 01.1662), дочь Жака де Лалье, сеньора дю Пена, и Маргерит де Бюртьо де Латур
Дети:
- маркиз Луи (ум. 10.02.1711). Жена 1): Шарлотта-Тереза де Рюн (ум. 25.11.1682), дочь Шарля де Рюна, маркиза де Фукезоля, и Мари Ламбер д'Эрбиньи; 2): Мари-Анн Блуэн (ум. 1717), дочь Жерома Блуэна, губернатора Версаля, и Мари-Арманды Сенешаль
- Жан Франсуа (ок. 1642—10.05.1715, Пасси). Аббат Муассака (1672) и Сен-Мелена в Ренне, посол в Венеции (1675) и Пьемонте (1679). Был погребен в приходской церкви в Пасси
- Жак (ум. 1677), мальтийский рыцарь, кампмейстер кавалерийского полка. Умер при осаде Фрайбурга
- Габриель-Жозеф (ум. 1692), называемый аббатом, затем шевалье д'Эстрадом. Полковник Шартрского полка, умер от ран, полученных в битве при Стенкерке. Погребен в церкви канонисс в Монсе
- Мари-Анн (ум. 31.03.1726, Валь-де-Грас), монахиня в Валь-де-Грас в Париже, аббатиса в Ле-Пюи-д'Орб (1695)

2-я жена (брак через представителя 9.06.1679 в бытность графа д'Эстрада в Нимвегене): Мари д'Алигр, дочь Этьена д'Алигра, сеньора де Ла-Ривьера, канцлера Франции, и Жанны д'Юйе, вдова Мишеля де Вертамона, сеньора де Брео